# FAR Manager
FAR Manager は、Microsoft Windows 向けファイルマネージャの1つで Norton Commander クローンの1つ。"FAR" は File and ARchive の略。FAR Manager はWin32コンソールAPIを使い、キーボード操作を基本とする（ドラッグ・アンド・ドロップなどのマウス操作も限定的にサポートしている）。
WinRARなどの開発でも知られているユージン・ローシャルが元々開発したが、2000年以降は FAR Group と呼ばれるチームに開発が受け継がれている。新たなUnicode対応のブランチ（2.0シリーズ）はオープンソースとなっていて、多くの開発者を惹き付けている。

## 機能・特徴
FAR Manager はビューアとエディタを内蔵しており、カスタマイズ可能なユーザーメニュー、ツリービュー、ファイル検索、ファイル比較、統合ヘルプ、ツール群のタスクスイッチャーといった機能を備えている。（限定的なスクリプトが書ける）マクロやプラグインを使って機能を拡張可能である。
FAR Manager のデフォルトのインタフェースは、2つのファイルパネルとコマンドプロンプトで構成される。パネルは表形式でカラムとして何を表示するか、どういう順序で表示するかは完全にカスタマイズでき、操作はどちらのパネルに対しても可能である。ファイルパネルの機能として、ワイルドカード選択、高度なフィルタリング、ソート、ハイライト表示などが可能である。ファイルパネルとコマンドプロンプトは同時に使うことができ（操作用のキーがそれぞれ異なる）、ほとんどの機能はキーボードショートカットを使って利用できる。画面の最下端にはその時押下している修飾キーに対応したファンクションキーの動作が表示される。
プラグインを使うと機能を拡張できる。デフォルトでインストールされる標準プラグインとしては、FTP、Windowsネットワーク、拡張可能なアーカイブファイルサポート、一時パネル仮想ファイルシステム、プロセスリスト表示、印刷マネージャ、ファイル名の大文字/小文字コンバータ、エディタのプラグインとしては、テキストのフォーマット表示、折り返し表示などがある。
サードパーティのプラグインはPlugRinGというリポジトリから入手可能である。よく使われるプラグインとしては、正規表現検索・置換（エディタ内でも使えるし、複数のファイルを同時に操作可能）、テキストエディタ用のシンタックスハイライトや自動補完、SFTP/SCP、レジストリ仮想ファイルシステム、7-Zip、バイナリエディタ、画像ビューア（FAR Manager のコンソールウィンドウ上にDirectXの表面をオーバーレイする）などがある。また、Total Commander 用プラグインを FAR Manager で使えるようにするラッパー（および逆向きのラッパー）もある。

## ライセンス
FAR Manager は RarSoft が配布しており、ダウンロードは無料である。1.70シリーズ（現在の安定版）は40日間試用可能なシェアウェアだが、旧ソビエト連邦に属していた国々の市民には非商用目的に限ってフリーウェアとして利用可能としている。
2007年10月26日、開発版（1.80、その後2.0に変更）のソースコードが修正されたBSDライセンスでリリースされた。